# Amajtoli Tärara
Amajtoli Tärara (jiný přepis: Amajtoli Terara, jiné názvy:  Ummuna, Ale Bagu) je nejvyšší (1031 m) vulkán v pohoří Irta’ale v Etiopii. Nachází se asi 10 km jihozápadně od masivní štítové sopky Erta Ale. Jeho stavbu tvoří převážně bazaltové pyroklastika a trachytové lávové proudy v kráteru.